# Magenta (pirocorvetta)
La Magenta è stata una pirocorvetta a elica della Regia Marina.

## Storia
Progettata dall'ingegner Giuseppe Micheli ed impostata nell'Arsenale Mediceo di Livorno per la Marina del Granducato di Toscana nel settembre 1859, appena tre mesi dopo la Battaglia di Magenta che aveva dato il via all'unificazione nazionale. Pochi mesi dopo, con il dissolvimento del Granducato di Toscana e l'annessione dei suoi territori al Regno di Sardegna, la proprietà della nave in costruzione passò alla Marina del Regno di Sardegna, e poi, dal 17 marzo 1861, alla neocostituita Regia Marina italiana, per la quale la nave, costata 2.339.000 lire, venne varata il 17 luglio 1862 e completata il 22 dicembre 1863, dopo essere stata rimorchiata a Genova il 16 settembre 1862 per ultimare l'allestimento. Scafo in legno con carena ricoperta di lastre di rame, la nave aveva una macchina a vapore Penn & Sons prodotta a Greenwich, che, alimentata da due caldaie, imprimeva la potenza di 1900 CV ad un'elica, e tre alberi a vele quadre. Come molte altre unità della stessa epoca, la Magenta era ottimizzata per poter navigare agevolmente a vela in condizioni favorevoli: il fumaiolo era infatti telescopico, e l'elica poteva essere alzata e collocata in un pozzetto onde offrire minore resistenza all'acqua. Nonostante le buone qualità di robustezza e tenuta al mare anche con condizioni meteorologiche avverse, la pirocorvetta non era tuttavia molto idonea alla navigazione a vela, in quanto gli alberi troppo bassi e pesanti in rapporto allo scafo e la superficie velica troppo ridotta la rendevano piuttosto lenta e poco manovriera: inoltre, in navigazione al gran lasco od al traverso la Magenta tendeva a rollare e beccheggiare fortemente, mentre con andatura di bolina deviava dalla rotta ad ogni virata.
Dopo un periodo di addestramento dell'equipaggio, nell'aprile 1864 la pirocorvetta venne dislocata a Tunisi in qualità di stazionaria, per proteggere la locale comunità italiana dalle rivolte antieuropee sorte nella nazione nordafricana. Alle 6.30 del 28 aprile 1864 la nave lasciò La Spezia unitamente alle pirofregate Duca di Genova e Maria Adelaide, nave ammiraglia del contrammiraglio Giovan Battista Albini, per intervenire a favore dei cittadini italiani in Tunisia: la squadra italiana gettò le ancore nelle acque del golfo di Tunisi alle dieci del mattino del 30 aprile. La Magenta stazionò a Tunisi sino al luglio 1864, quando venne rimpiazzata dalla pirocorvetta Etna.
Nell'aprile 1865 la Magenta venne inviata come stazionaria sul Río de la Plata, da dove poi si trasferì a Rio de Janeiro. Il 2 febbraio 1866, al comando del capitano di vascello nonché plenipotenziario italiano Vittorio Arminjon, la nave lasciò Rio de Janeiro e, costeggiando il Brasile, giunse a Montevideo, da dove poi ripartì diretta a sudest per divenire la prima nave da guerra italiana a compiere il giro del mondo, per promuovere e propagandare l'immagine internazionale dell'Italia e stabilire relazioni diplomatiche con l'Estremo Oriente, oltre a compiere rilevazioni scientifiche e naturalistiche dietro richiesta della Reale Società Geografica Italiana (viaggio già pianificato nel 1864, ma poi rinviato per motivi politici): per quest'ultimo scopo si erano imbarcati sulla nave il senatore Filippo De Filippi, zoologo e membro della Regia Accademia delle Scienze (il quale, oltre all'attività di raccolta di campioni di flora e fauna, avrebbe anche dovuto verificare le possibilità di esportare i prodotti italiani nei Paesi visitati) e il giovane naturalista Enrico Hillyer Giglioli. La nave aveva a bordo in tutto 297 uomini, meno dell'organico per ovviare ai problemi connessi alle scorte alimentari, in gran parte trasportati (compreso De Filippi e Giglioli) a Montevideo dalla pirofregata Regina, insieme al materiale necessario al viaggio. Dopo aver doppiato il Capo di Buona Speranza, la pirocorvetta, dopo 86 giorni di navigazione a vela, giunse a Batavia, e da lì, facendo tappa in vari porti di Singapore (che lasciò il 26 maggio), Malaysia, Annam, Cocincina francese (dal 4 all'11 giugno fu a Saigon, dove si ammalò gravemente il senatore De Filippi), raggiunse il Giappone, giungendo a Yokohama il 4 luglio 1866. Il 25 agosto 1866 venne firmato a Yeddo il primo trattato economico e di amicizia con il Giappone, e nell'occasione venne inoltre stabilito che le relazioni diplomatiche tra Italia e impero nipponico avrebbero avuto inizio nel 1867. Lasciata Yokohama il 1º settembre 1866, la Magenta raggiunse le foci dello Yangtze ed il 10 settembre approdò a Wu-Sung, vicino a Shanghai, dopo di che, il 19 settembre – dopo un periodo di sosta dovuta alle incertezze sulla situazione internazionale dell'Italia, dovuta alla notizia delle sconfitte di Lissa e Custoza durante la terza guerra d'indipendenza, riguardo al cui scoppio, peraltro, Arminjon aveva ricevuto notizie già a Yokohama il 16 luglio (ma aggiornate solo al 13 giugno) –, si portò alla foce dei Pei-ho, vicino a Taku. Da lì Arminjon proseguì con un vaporetto risalendo il fiume, ed il 26 ottobre 1866 venne stipulato a Pechino il primo trattato tra Italia e Cina, ottenendo l'apertura di 16 porti cinesi al commercio italiano. Dopo aver stazionato in Cina – dove il 9 febbraio 1867 morì ad Hong Kong, di dissenteria e forse colera, il professor De Filippi, che era stato sbarcato a Macao e la cui opera venne proseguita da Giglioli –, la nave ripartì diretta prima a Giava e poi in Australia, sostando in vari sorgitori di quest'ultima nazione (tra i quali, in giugno, Melbourne e Sydney, dove venne festosamente accolta dalle autorità locali, a partire dal governatore sir John Joung, e dove superò indenne, tra il 19 ed il 22 giugno, un violento temporale che l'aveva sorpresa all'ormeggio), e, lasciata Sydney il 24 giugno, attraversò l'Oceano Pacifico per 7100 miglia giungendo in Perù, sostò a Callao (che lasciò il 23 agosto) e Valparaíso (dove giunse il 25 settembre e da dove ripartì il 30 ottobre). Costeggiò Cile e Patagonia e dopo aver doppiato il Capo dei Tre Monti, l'11 novembre, e sostato nella Halt Bay, causa maltempo, tra il 12 ed il 24 novembre 1867, approfittò per tracciare carte più dettagliate dello stretto denominato English Narrows (oggi Angostura Inglesa). La Magenta compì rilevazioni idrografiche dei canali della Patagonia, battezzando alcune baie con i nomi «Magenta», «Arminjon» e «Libetta» – cognome quest'ultimo del comandante in seconda, luogotenente di vascello di I classe Pasquale Libetta – ed isole con i nomi «Giglioli», «Candiani» – dal nome del sottotenente di vascello Camillo Candiani, che era stato segretario di Arminjon nella missione diplomatica a Pechino – e «Bassi». La navigazione lungo i tortuosi canali patagonici fu resa difficoltosa dall'inadeguatezza delle carte esistenti e dalle dimensioni della pirocorvetta, la più grande nave, fino ad allora, ad entrare nei canali della Patagonia, ma permise la redazione di una carta dettagliata della zona. L'opera fu terminata il 26 dicembre e il resoconto dell'esplorazione fu pubblicato con il titolo «La exploraciòn cientifica del mar chileno»). Toccarono poi Puerto Bueno (26-28 novembre), Fortune Bay (28 novembre), Playa Parda (30 novembre), Punta Arenas (1º dicembre) e la baia di Santiago (4-5 dicembre). Transitando lungo lo Stretto di Magellano, nella zona dei cosiddetti Narrows (le odierne Primera e Segunda Angostura), Giglioli ebbe modo di raccogliere diversi campioni di animali marini. Dovettero affrontare due forti burrasche l'8 ed il 12 dicembre, ma infine giunsero a Montevideo il 17 dicembre 1867 (dopo 48 giorni di navigazione da Valparaiso) e quindi, risalito l'Atlantico ed attraversato il Mar dei Sargassi, rientrarono in Mediterraneo giungendo infine a Napoli il 28 marzo 1868.

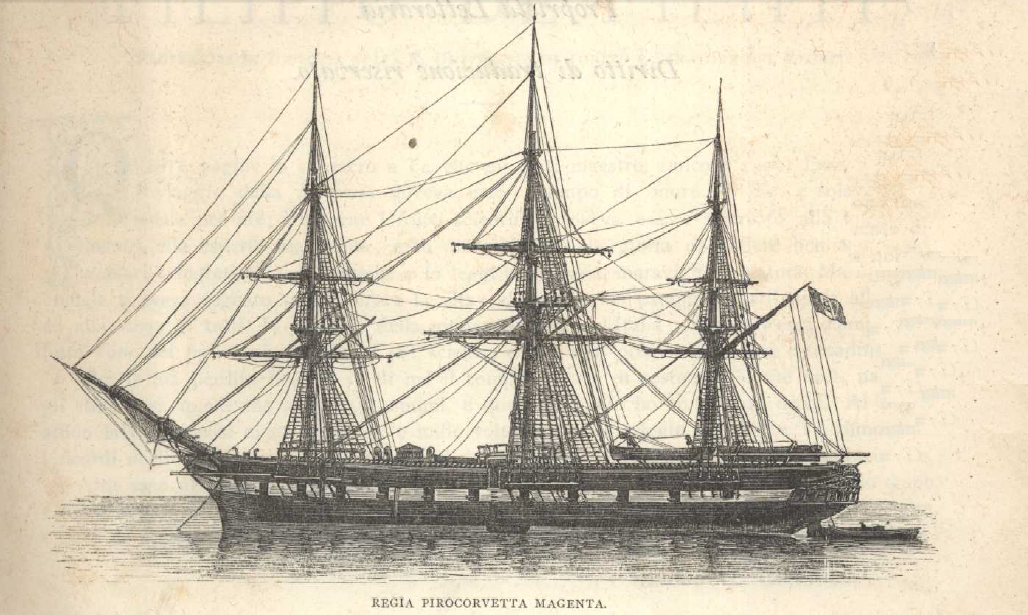
Un’immagine della Magenta nel frontespizio del «Viaggio intorno al globo della Regia pirocorvetta italiana Magenta negli anni 1865-66-67-68 sotto il comando del capitano di fregata V. F. Arminjon» di Enrico Hillyer Giglioli, 1875.

Durante la permanenza in Estremo Oriente vennero avviate le prime relazioni italiane con Cina e Giappone, con la firma dei primi trattati economici, di commercio e navigazione, tra l'Italia e le due nazioni orientali (necessari, ad esempio, per l'importazione in Italia dei bachi da seta, a causa di un'epidemia che aveva falcidiato gli allevamenti italiani dell'animale). Arminjon compì inoltre studi geografici (redigendo una carta del Giappone), oceanografici e meteorologici, che gli valsero la medaglia d'oro della Società Geografica Italiana; fu inoltre il primo a pubblicare, nel 1868, un resoconto del viaggio, «Il Giappone ed il viaggio della corvetta Magenta». Vennero inoltre effettuate, durante la traversata, importanti osservazioni a carattere naturalistico e zoologico, con la raccolta di 5986 campioni di 2.000 differenti specie animali (attualmente conservati nel Museo Zoologico «La Specola» di Firenze), oltre ad esemplari mineralogici e paleontologici (Enrico Hyllier Giglioli scrisse poi nel 1875 la voluminosa relazione «Viaggio intorno al globo della Regia pirocorvetta italiana Magenta negli anni 1865-66-67-68 sotto il comando del capitano di fregata V. F. Arminjon.», oltre ad altre opere minori a carattere più specifico).
Disarmata temporaneamente dal 31 marzo 1868, nel 1870 la Magenta venne destinata alla Squadra del Mediterraneo, mentre nel 1871 venne dislocata a Venezia, dove venne impiegata per addestrare le reclute. In questo periodo la corvetta, al comando di Giorgio Vicula, s'incagliò, di giorno, nei pressi di Otranto, riportando vari danni a prua, chiglia e carena. Nel 1872, dopo un periodo di lavori in bacino, la pirocorvetta, inizialmente aggregata alla Squadra d'Evoluzione, venne inviata come stazionaria a Smirne, permanendovi sino all'aprile 1873. Durante la permanenza nel porto turco, il 23 febbraio 1873, la pirocorvetta, al comando del capitano di corvetta G. Maltese, venne inviata a disincagliare il piroscafo italiano Imera, incagliatosi nel golfo di Smirne.
Nel maggio 1873 la Magenta fece ritorno a Venezia, ove il 24 luglio venne posta in disarmo. Radiata già il 31 marzo 1875, la pirocorvetta venne quindi venduta per demolizione.